# Штрас-им-Аттергау
Штрас-им-Аттергау (нем. Straß im Attergau) — коммуна (нем. Gemeinde) в Австрии, в федеральной земле Верхняя Австрия. 
Входит в состав округа Фёклабрук.  Население составляет 1492 человека (на 31 декабря 2005 года). Занимает площадь 31 км². Официальный код  —  41741.

## Политическая ситуация
Бургомистр коммуны — Маркус Брадлер (АНП) по результатам выборов 2003 года.
Совет представителей коммуны (нем. Gemeinderat) состоит из 19 мест.
- АНП занимает 13 мест.
- СДПА занимает 3 места.
- АПС занимает 3 места.